# Trichosilia woodiana
Trichosilia woodiana är en fjärilsart som beskrevs av Lafontaine 1986. Trichosilia woodiana ingår i släktet Trichosilia och familjen nattflyn. Inga underarter finns listade i Catalogue of Life.